# وارونگی کروموزومی

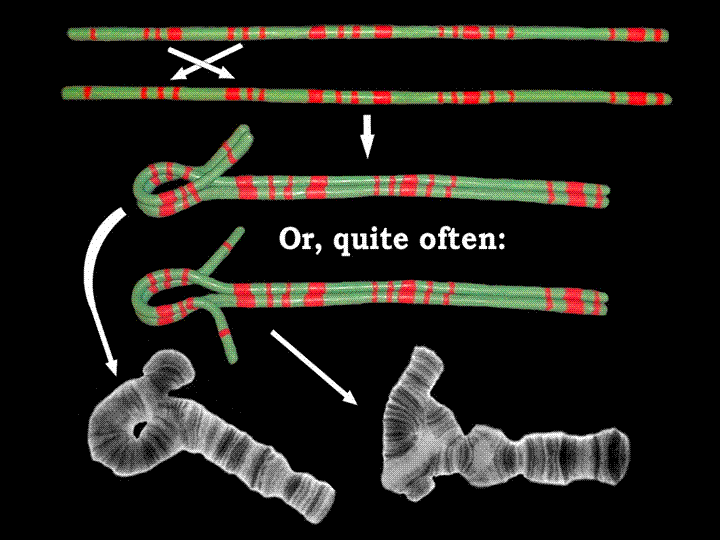
یک مدل رُسی که نشان می‌دهد چرا حلقه‌های وارونگی هتروزیگوت در آماده‌سازی‌های کروموزوم پلی‌تن قابل دیدن هستند

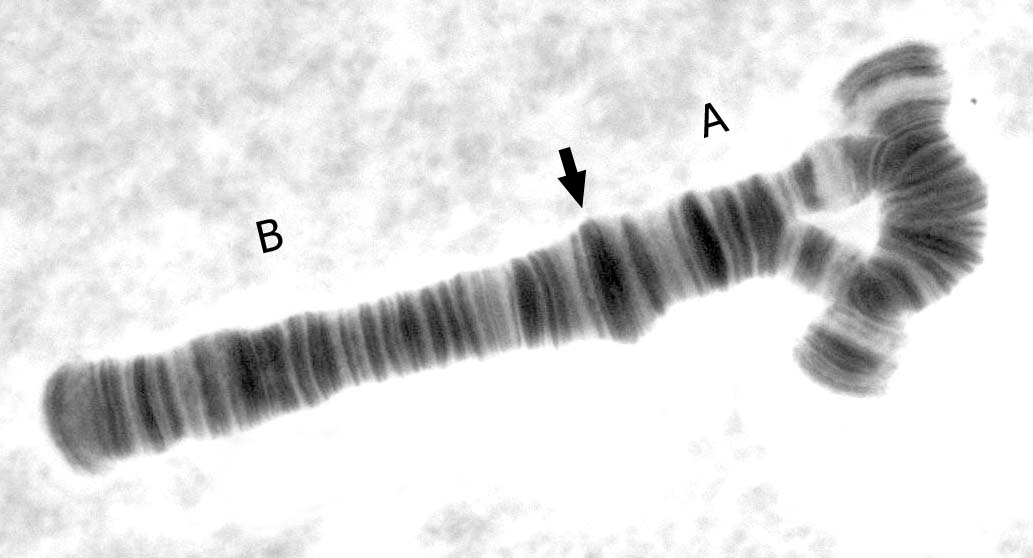
یک حلقه وارونگی در بازوی A یک کروموزوم از گونه Axarus

وارونگی کروموزمی یا واژگونی کروموزومی معکوس شدن کروموزوم(به انگلیسی: Chromosomal inversion) یک بازآرایی کروموزوم است که در آن بخشی از کروموزوم در موقعیت اصلی خود وارونه می‌شود. وارونگی زمانی رخ می‌دهد که کروموزوم در بازوی کروموزومی دچار دو شکست شود و بخش بین دو شکست خود را در جهت مخالف در همان بازوی کروموزومی وارد کند. نقاط شکست وارونگی اغلب در مناطق نوکلئوتیدهای تکراری رخ می‌دهد و این نواحی ممکن است در وارونگی‌های دیگر مورد استفاده دوباره قرار گیرند. بخش‌های کروموزومی در وارونگی‌ها می‌تواند به کوچکی ۱۰۰ کیلو باز یا به بزرگی ۱۰۰ مگاباز باشد. تعداد ژن‌هایی که توسط وارونگی جذب می‌شوند، می‌تواند از تعداد انگشت‌شماری ژن تا صدها ژن متغیر باشد. وارونگی می‌تواند از طریق نوترکیبی نابجا، شکستگی و بازسازی کروموزومی یا بازسازی انتهای ناهم‌ساخت رخ دهد.
وارونگی‌ها دو نوع هستند: پارامرکزی و پیرامرکزی. وارونگی‌های پارامرکزی شامل سانترومر نمی‌شود و هر دو نقطه شکست در یک بازوی کروموزوم رخ می‌دهد. وارونگی‌های پیرامرکزی، سانترومر را دربر می‌گیرند و در هر بازو یک نقطه شکست وجود دارد.